# Have Dash

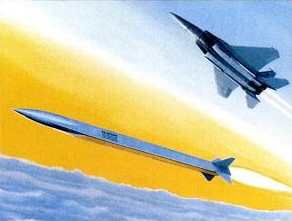
Grafik der Have Dash II, abgefeuert von einer F-15 Eagle

Have Dash war ein Programm der U.S. Air Force zur Entwicklung einer Tarnkappen-Luft-Luft-Rakete mittlerer Reichweite.

## Beschreibung

### Have Dash I
Über die Have Dash I ist relativ wenig bekannt geworden. Der als „classified project“ geltende Flugkörper war von 1985 bis 1988 bei der USAF Armament Laboratory in der Entwicklung und sollte speziell für den Einsatz von Tarnkappenflugzeugen ausgelegt werden. Der Have Dash I scheiterte bereits in der Konzeptionsphase aus unbekannten Gründen; es wurde kein Flugkörper je gebaut.

### Have Dash II
1990 wurde das Have-Dash-Programm wieder reaktiviert. Der nun als „Have Dash II“ bezeichnete Flugkörper sollte für das „Advanced Tactical Fighter“-Programm angepasst werden und später die gerade erst eingeführte AIM-120 AMRAAM ersetzen.
Der Flugkörper wurde aus Verbundwerkstoffen produziert und besaß eine Trapezform. Diese aerodynamisch eher ungünstige Form wurde gewählt, um den Radarquerschnitt zu reduzieren, die Reibungshitze bei hohen Geschwindigkeiten besser zu absorbieren (als Operationgeschwindigkeit war Mach 5 anvisiert, was aber während des Testprogramms nie erreicht wurde) und nach dem Raketenstart einen besseren Auftrieb zu ermöglichen. Der Prototyp war mit dem Rocketdyne Mk 58 Feststoffraketenmotor der AIM-7 Sparrow ausgestattet um Kosten zu sparen. Für die Serienproduktion war dagegen ein Ramjet-Triebwerk vorgesehen. Zur Zielführung war ein duales System aus Infrarot-Sucher und aktivem Radar vorgesehen.
Anfang 1992 wurden einige Testschüsse mit der Have Dash II durchgeführt, wobei keine Ergebnisse publiziert worden sind. Kurz darauf wurde das gesamte Programm eingestellt und teilweise für die Weiterentwicklung der AIM-120 AMRAAM verwendet.

## Technische Daten
- Länge: 3,60 m
- Gewicht: 180 kg
- Geschwindigkeit: ca. Mach 4
- Reichweite: über 50 km
- Antrieb: Rocketdyne MK 58 MOD 5 Feststoff-Raketenmotor